# Arnold Scholten
Arnold Scholten (sinh ngày 5 tháng 12 năm 1962) là một cầu thủ bóng đá người Hà Lan.

## Sự nghiệp câu lạc bộ
Arnold Scholten đã từng chơi cho JEF United Ichihara.

## Thống kê câu lạc bộ

### J.League
| Đội                 | Năm       | J.League | J.League | J.League Cup | J.League Cup | Tổng cộng | Tổng cộng |
| Đội                 | Năm       | Trận     | Bàn      | Trận         | Bàn          | Trận      | Bàn       |
| ------------------- | --------- | -------- | -------- | ------------ | ------------ | --------- | --------- |
| JEF United Ichihara | 1997      | 15       | 0        | 2            | 0            | 17        | 0         |
| JEF United Ichihara | 1998      | 33       | 2        | 4            | 2            | 37        | 4         |
| Tổng cộng           | Tổng cộng | 48       | 2        | 6            | 2            | 54        | 4         |